# Elastik
Elastik, rzadziej elastyk – dzianina z elastycznych włókien sztucznych lub wyrób z tejże dzianiny.